# تاكيشي ميدزأتشي
تاكيشي ميدْزُأُتشي (باليابانية: 水内 猛) (19 نوفمبر 1972 في كاناغاوا في اليابان – )؛ هو لاعب كرة قدم ياباني سابق كان يلعب كمهاجم.

## وصلات خارجية
- تاكيشي ميدزأتشي على موقع رابطة كرة القدم اليابانية للمحترفين (اليابانية)
- تاكيشي ميدزأتشي على موقع عالم كرة القدم.نت (الإنجليزية)